# Municipio de Munson (Ohio)
El municipio de Munson (en inglés: Munson Township) es un municipio ubicado en el condado de Geauga en el estado estadounidense de Ohio. En el año 2010 tenía una población de 6621 habitantes y una densidad poblacional de 98,95 personas por km².

## Geografía
El municipio de Munson se encuentra ubicado en las coordenadas 41°31′53″N 81°14′55″O / 41.53139, -81.24861. Según la Oficina del Censo de los Estados Unidos, el municipio tiene una superficie total de 66.91 km², de la cual 65,33 km² corresponden a tierra firme y (2,36 %) 1,58 km² es agua.

## Demografía
Según el censo de 2010, había 6621 personas residiendo en el municipio de Munson. La densidad de población era de 98,95 hab./km². De los 6621 habitantes, el municipio de Munson estaba compuesto por el 97,63 % blancos, el 0,85 % eran afroamericanos, el 0,03 % eran amerindios, el 0,6 % eran asiáticos, el 0,23 % eran de otras razas y el 0,66 % eran de una mezcla de razas. Del total de la población el 1 % eran hispanos o latinos de cualquier raza.